# Grabern
Grabern is een gemeente in de Oostenrijkse deelstaat Neder-Oostenrijk, gelegen in het district Hollabrunn. De gemeente heeft ongeveer 1400 inwoners.
De gemeente bestaat uit de volgende vijf plaatsen (tussen haakjes inwoners stand 31 oktober 2011):

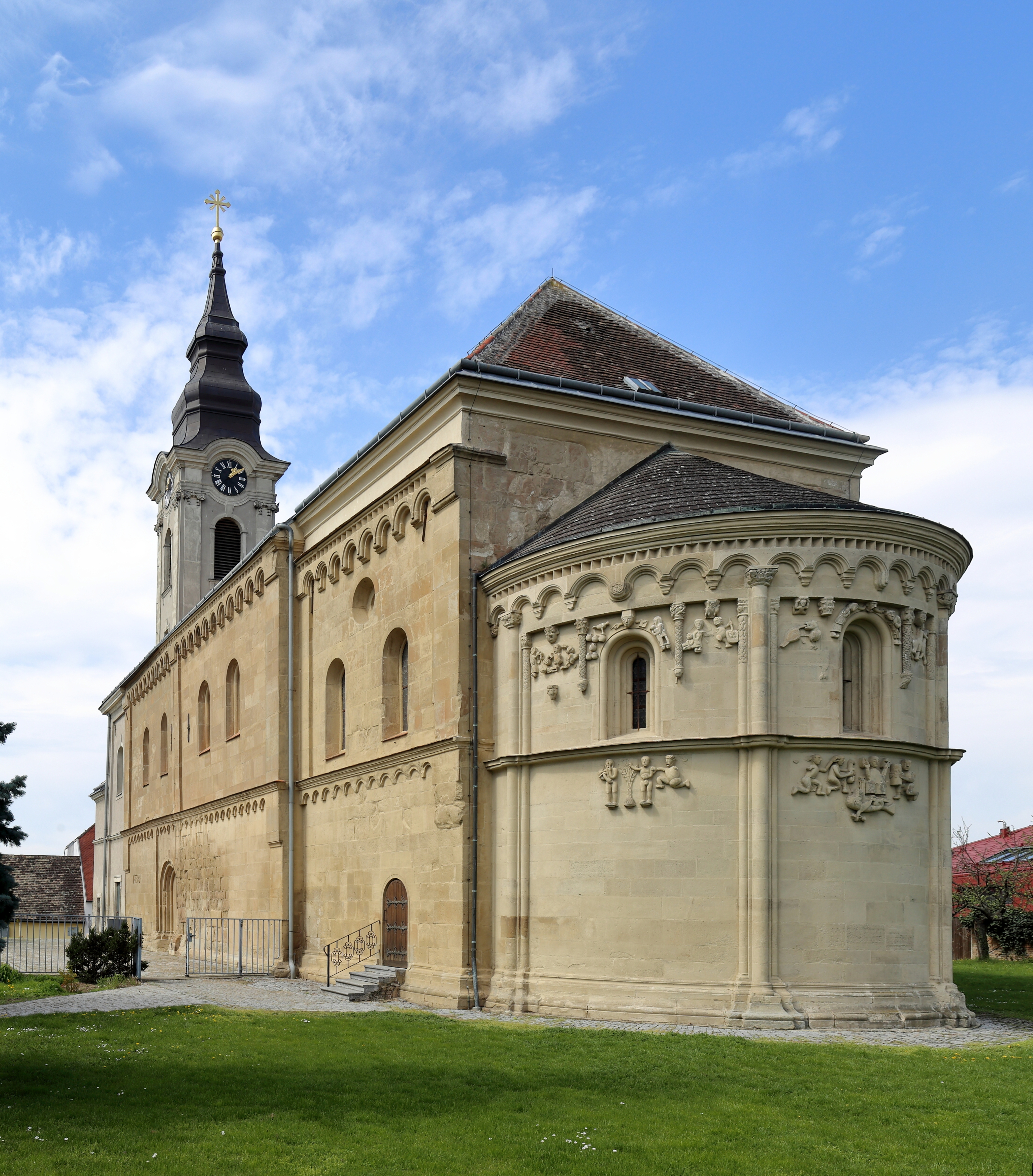
Parochiekerk in Schöngrabern

- Mittergrabern (312)
- Obergrabern (129)
- Ober-Steinabrunn (126)
- Schöngrabern (752)
- Windpassing (99)

## Geografie
Grabern heeft een oppervlakte van 30,94 km². Het ligt in het noordoosten van het land, ten noorden van de hoofdstad Wenen en ten zuiden van de grens met Tsjechië.
- Gemeinsame Normdatei: 4799174-4
- Virtual International Authority File: 239667255

Alberndorf im Pulkautal · Göllersdorf · Grabern · Guntersdorf · Hadres · Hardegg · Haugsdorf · Heldenberg · Hohenwarth-Mühlbach am Manhartsberg · Hollabrunn · Mailberg · Maissau · Nappersdorf-Kammersdorf · Pernersdorf · Pulkau · Ravelsbach · Retz · Retzbach · Schrattenthal · Seefeld-Kadolz · Sitzendorf an der Schmida · Wullersdorf · Zellerndorf · Ziersdorf